# Neocompsa sericans
Neocompsa sericans är en skalbaggsart som först beskrevs av Bates 1885. Neocompsa sericans ingår i släktet Neocompsa och familjen långhorningar.
Artens utbredningsområde är Panama. Inga underarter finns listade i Catalogue of Life.